# Subalpien naaldwoud van de westelijke Himalaya
Het subalpien naaldwoud van de westelijke Himalaya is een ecoregio  tussen een hoogte van 3.000 tot 3.500 meter op de hellingen van de Himalaya ten westen van de Kali Gandaki-rivier in Nepal. Het gebied strekt zich vandaar uit door de noordelijke Indiase staten Uttar Pradesh en Himachal Pradesh, door Jammu en Kasjmir naar het noorden van Pakistan.

## Flora
In het westelijke deel overheersen de naaldbomen Pinus wallichiana, Pinus gerardiana, Abies spectabilis,  Abies pindrow en Picea smithiana. Er zijn echter ook delen waar loofbomen voorkomen zoals Quercus semecarpifolia al of niet gemengd met Abies spectabilis en Rhododendron campanulatum

## Fauna
Er is een zoogdierfauna van 58 soorten waaronder de bruine beer (Ursus arctos) en de bedreigde Sumatraanse bosgems (Naemorhedus sumatraensis), Himalayathargeit (Hemitragus jemlahicus) en schroefhoorngeit (Capra falconeri). 
Er zijn 285 vogelsoorten waarvan een negental bijna-endemisch zijn:
Himalayakwartel (Ophrysia superciliosa)
Zwartkapsaterhoen (Tragopan melanocephalus)
Nepalese streepvleugel (Actinodura nipalensis)
Witwangstaartmees (Aegithalos leucogenys)
Witkeelstaartmees (Aegithalos niveogularis)
Burtons goudvink (Callacanthis burtoni)
Nepalese pnoepyga (Pnoepyga immaculata)
Oranje goudvink (Pyrrhula aurantiaca)
Kashmirboomklever (Sitta cashmirensis)
Er is een elftal beschermde gebieden die ongeveer 2.400 km² oppervlakte beslaan.

## Galerij

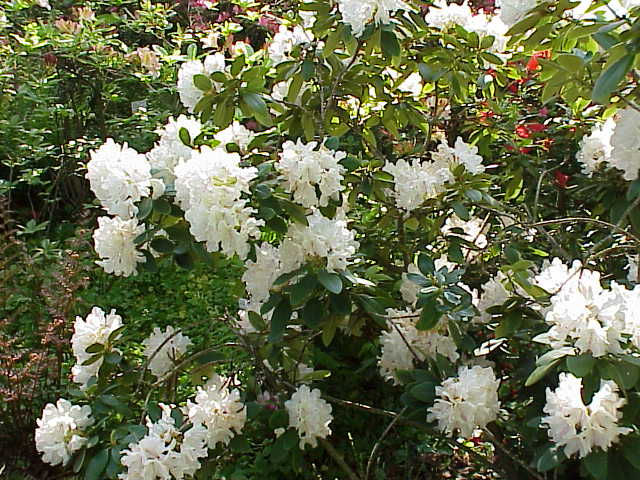
Rhododendron campanulatum
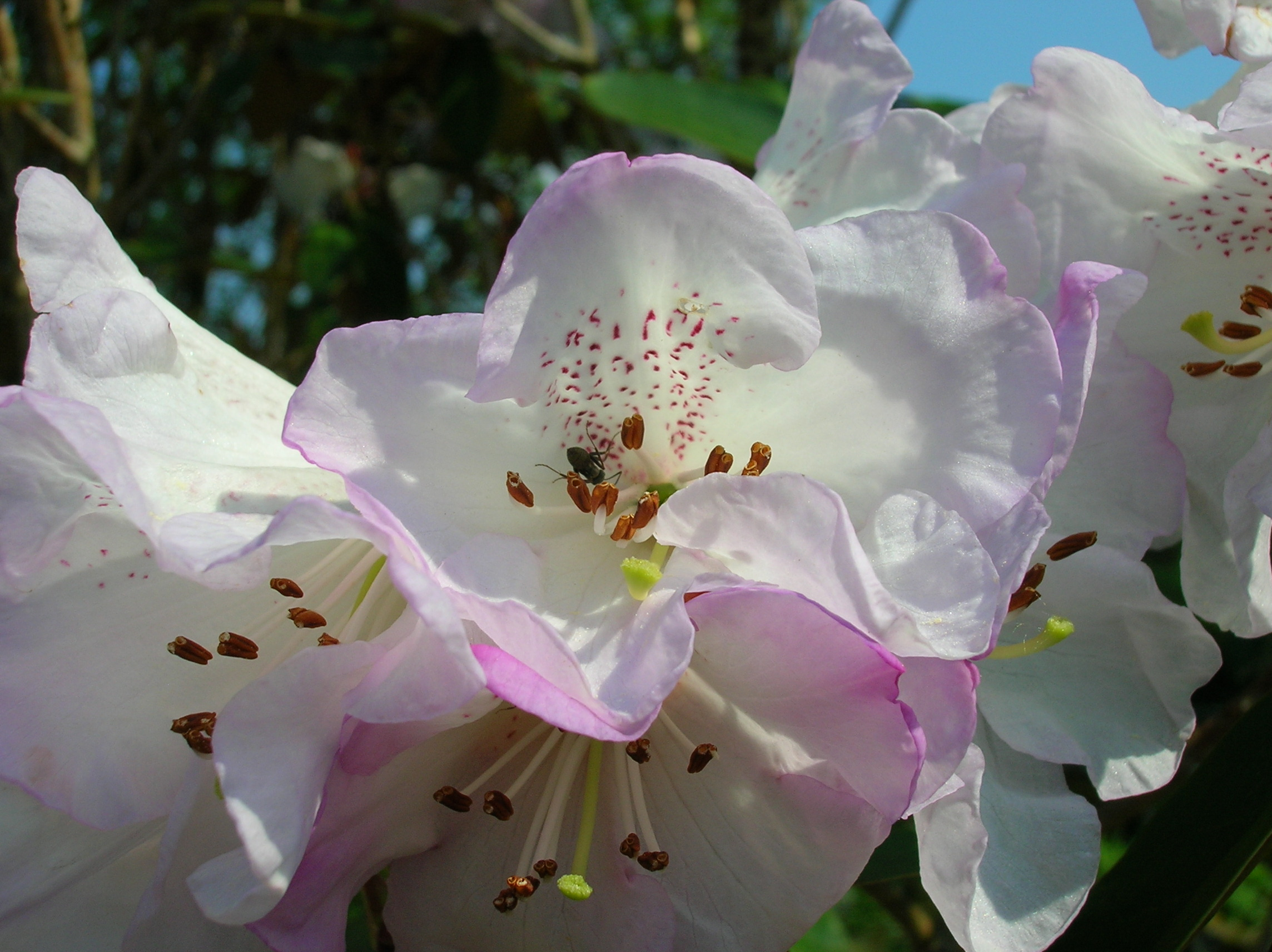
Rhododendron campanulatum bloem
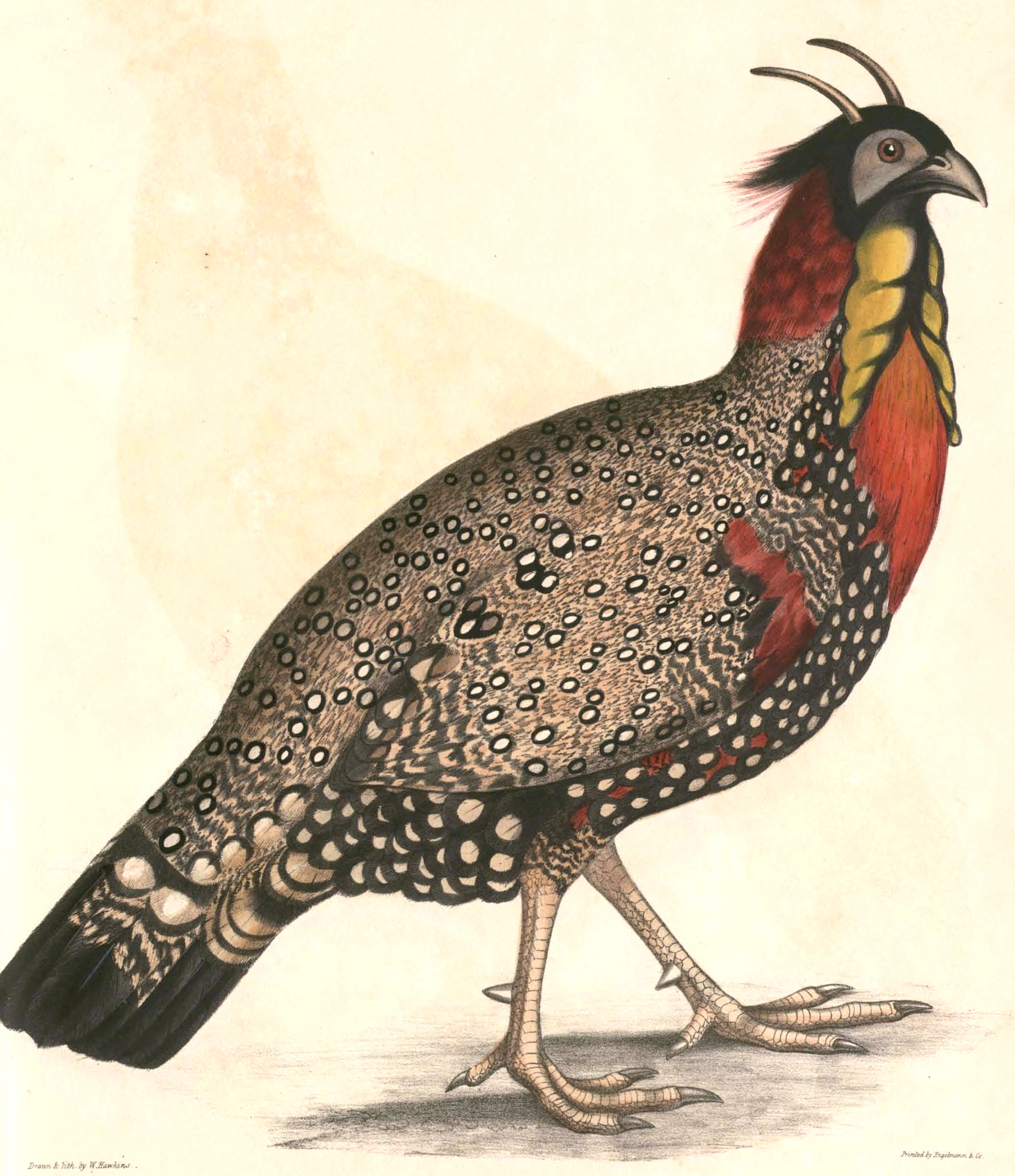
Tragopan melanocephalus, mannetje
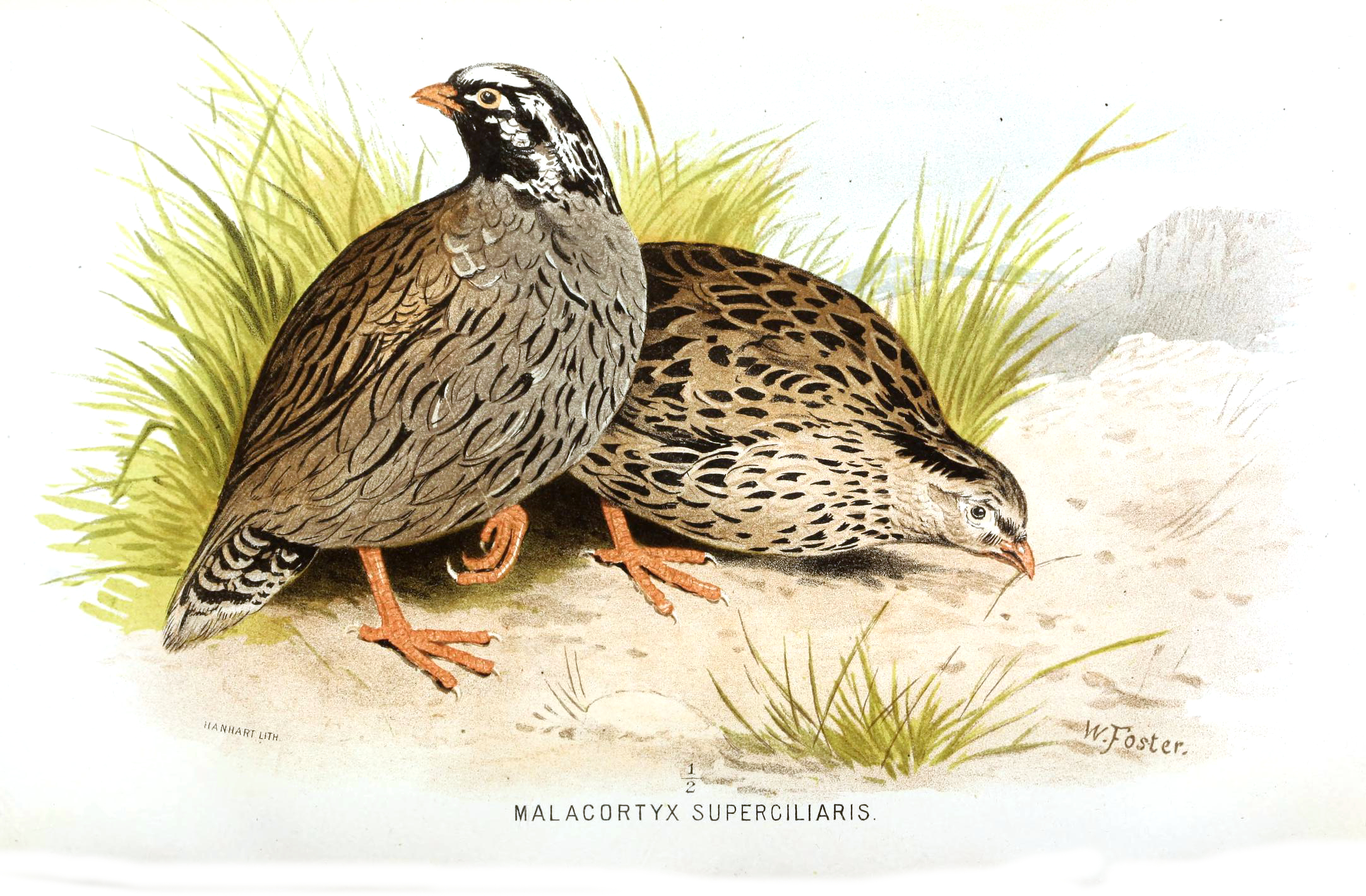
Ophrysia superciliosa
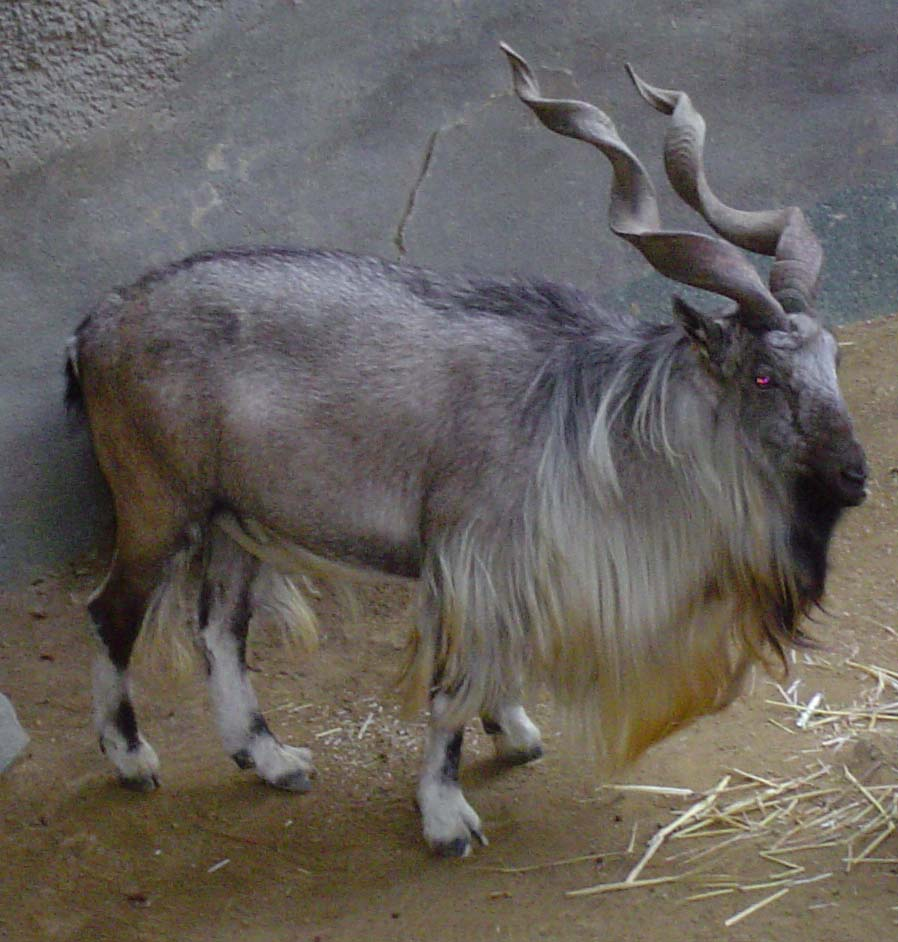
Capra falconeri hepteneri